# R1 (reaktor)
Ej att förväxla med reaktor 1 på Ringhals kärnkraftverk.

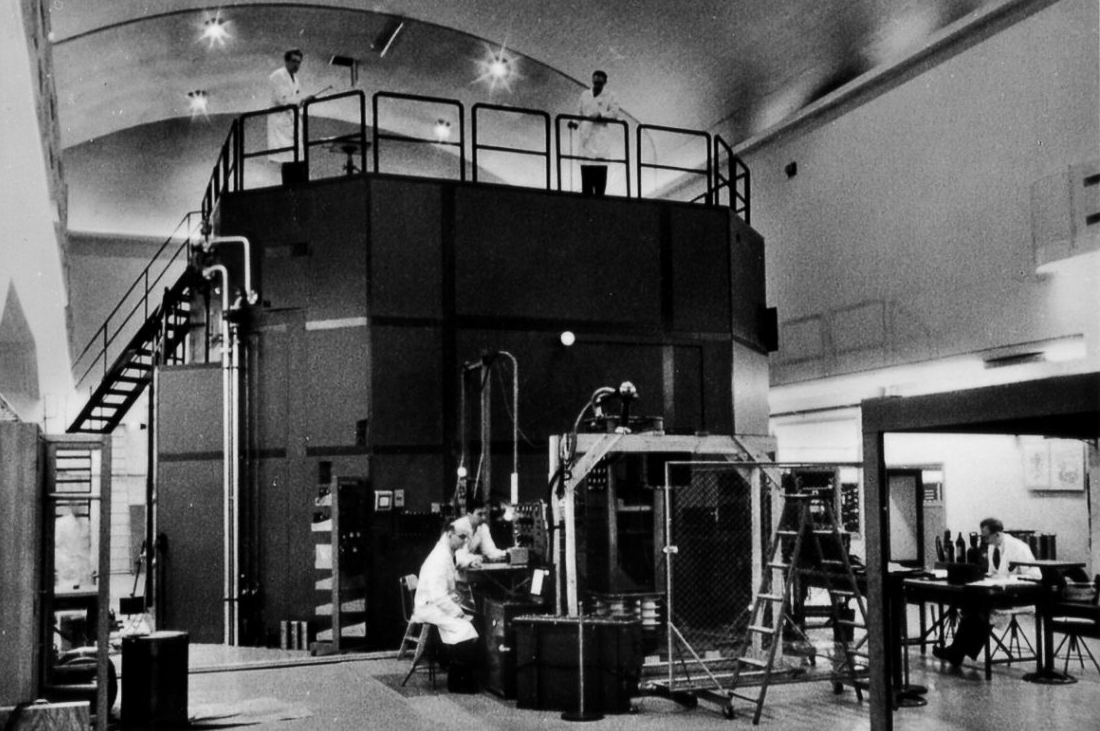
Reaktorn R1 på KTH.

R1 var Sveriges första kärnreaktor.  Den var belägen vid Drottning Kristinas Väg 51 vid Kungliga Tekniska högskolan (KTH)  i Stockholm, och var i drift från 13 juli 1954 till 6 juni 1970. Reaktorn konstruerades och byggdes av AB Atomenergi med Sigvard Eklund som projektledare och viss hjälp av Lise Meitner. Reaktorhallen ägs idag (2021) av Akademiska Hus.

## Konstruktion och drift
Byggandet, i berget under Q-husen på KTH-området i Stockholm, påbörjades 1950. Enrico Fermis Chicago Pile-1 hade också inrymts på ett universitetsområde, närmare bestämt på en övergiven squashbana under University of Chicagos fotbollsläktare.
Reaktorn blev kritisk klockan 18.59 den 13 juli 1954, tolv år efter att Enrico Fermi i Chicago i Illinois för första gången i mänsklighetens historia åstadkommit samma sak. Det var den första självunderhållande kärnreaktionen i Sverige.
Reaktoreffekten var ursprungligen 300 kW men höjdes senare till 1 MW. Bränslet utgjordes av naturligt (det vill säga ej anrikat) uran i form av uranmetall kapslat i en aluminiumlegering. Inom ramen för den svenska linjen fanns planer att börja utvinna uran i Sverige. Denna verksamhet hade emellertid inte kommit igång när R1 startades, så R1 laddades med tre ton uran som hade lånats från Frankrike, mot löfte om att kompensera Frankrike med motsvarande mängd när den svenska utvinningen kommit igång. Reaktorns moderator bestod av fem ton tungvatten från Norge.
Reaktorn var kyld via värmeväxlare till uteluft med naturligt drag och luften släpptes ut i en hög, glidformsgjuten skorsten. Effekthöjningen möjliggjordes delvis av att kylningen ändrades till våt, evaporativ kylning som avsevärt höjde kylarens kapacitet.
Genom reaktorn fanns sedvanliga bestrålningskanaler varav ett par var kopplade till ett rörpostsystem för aktivering av preparat i volymer av filmburksstorlek. Detta hade mycket stor betydelse för verksamheten på KTH kärnkemi, Stockholms universitet men även Karolinska institutet, och har därmed bidragit till medicinska tillämpningar.

## Avveckling och avfall

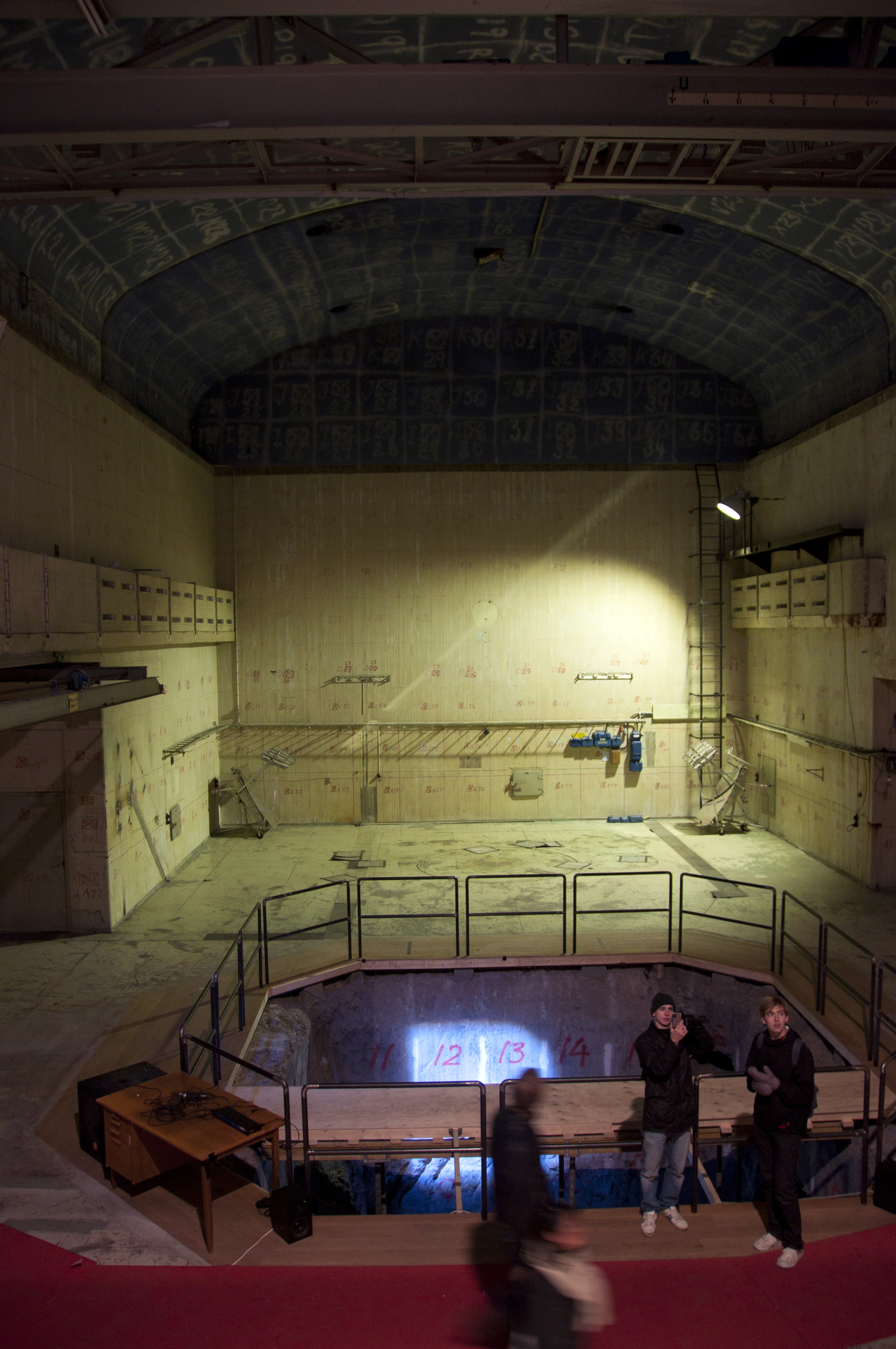
Det sanerade reaktorutrymmet 2010.

Efter driftstoppet 1970 fördes bränslet om cirka 4,8 ton till Studsvik där det mellanlagrades fram till oktober 2007. Bränslet transporterades då till Sellafield för behandling i deras anläggning för upparbetning av använt bränsle från Magnox-reaktorer. Slutprodukten från upparbetningen transporterades tillbaka till Sverige 2009 för att slutförvaras tillsammans med övrigt svenskt kärnavfall.

## Reaktorhallen idag
Sedan 2007 är KTH formell hyresgäst i Reaktorhallen och den används som en blandning mellan museum, kulturhus, studio, lab med mera. Den är bland annat en arena för opera, dans, hackathons och teater.
I Reaktorhallen finns sedan 2015 Skandiaorgeln.

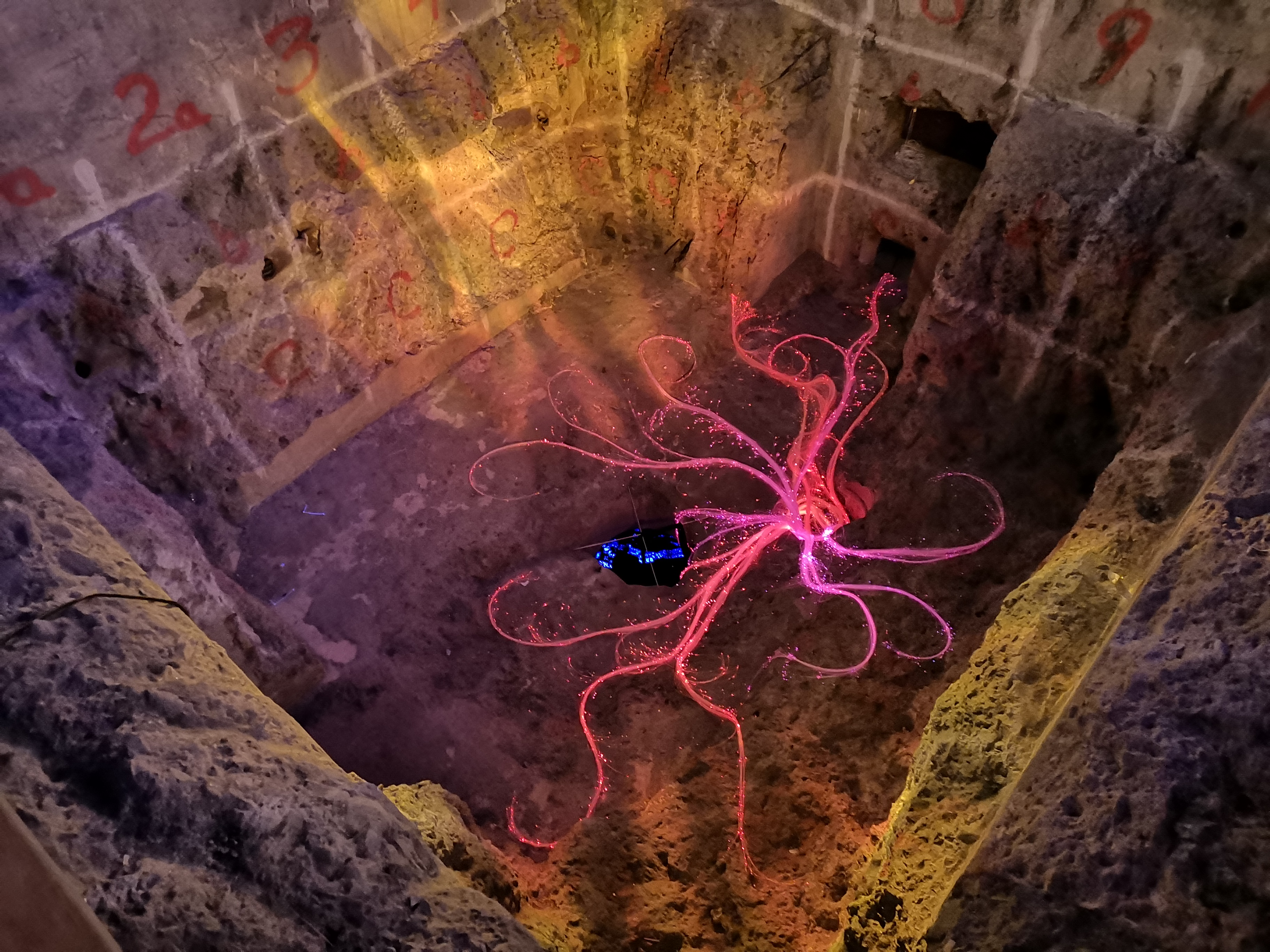
Reaktorutrymmet under Malin Tadaa's utställning Emerging Sensation 2019.

## Andra reaktorer
- R0 (reaktor) - Forskningsreaktor i Studsvik 1959–1972
- R2 (reaktor) - Forskningsreaktor i Studsvik 1960–2005
- R3 (reaktor) - Ågesta i Huddinge 1964–1974
- R4 (reaktor) - Marviken öster om Norrköping, nedlagt 1970 innan det hade startats